# Dobrava, Križevci
Dobrava je naselje v Občini Križevci.